# Список допомоги Росії під час російського вторгнення в Україну (2022)
Список допомоги яка здійснювалася чи здійснюється Росії під час широкомасштабного вторгнення Росії в Україну. Суб'єктами цієї допомоги є держави, міжнародно невизнані державні утворення чи організації.

## Держави
| Назва держави  | Військова допомога | Невійськова допомога |
| -------------- | --- | --- |
| Білорусь       | Режим Лукашенко надав території для військової агресії, участь в нанесенні ракетних ударів по території України . Погрози Україні, стягнення військ до кордону та прикордонні інциденти .Відправка найманців та боєприпасів до Росії . Постачання аптечок та екіпірування для військових ЗС РФ. Постачання військової техніки: - 98 танків Т-72А/АВ - 40 БМП-2 - 53 вантажівки Урал-4320 | Надання інфраструктури та медичних закладів Білорусі для допомоги в здійсненні російської агресії проти України. Де-факто визнання ДНР та ЛНР . |
| Іран           | Іран здійснює поставки ударних БПЛА | Зневага України та громадян України в справі про збиття ППО Ірану українського літака Boeing 737 під Тегераном . Іран саботує будь-яке відшкодування збитків потерпілим, імовірно з метою підриву міжнародного авторитету України і правосуб'єктності України в міжнародних відносинах. |
| Північна Корея | Поставка гранатометів і ракет . | Визнання ДНР та ЛНР. Активна дипломатична підтримка агресії проти України.. |
| Сирія          | Відправка найманців для війни проти України. | Визнання ДНР та ЛНР. |
| Угорщина       | | Блокування санкцій ЄС проти Росії . |

## Міжнародно невизнані державні утворення та організації
| Назва невизнаного державного утворення або організації | Військова допомога | Невійськова допомога |
| ------------------------------------------------------ | --- | --- |
| Придністровська Молдавська Республіка                  | Надання території для ракетних запусків по території України.                                                                                  | |
| Хезболла                                               | Відправка найманців для війни проти України .                                                                                                  | |
| Робітнича партія Курдистану                            | Відправка найманців для війни проти України.                                                                                                   | |
| Російська діаспора в Німеччині                         | Збір коштів на підтримку армії Росії та ДНР і ЛНР в агресії проти України, мітинги на підтримку агресії Росії та засудження допомоги Україні . | Агресивні дії проти українських біженців та української діаспори в Німеччині, перешкоджання українським діячам культури в Німеччині. |

Крім того на позиціях військ російських агресорів були виявлені мінометні міни виробництва КНР, походження мін не встановлене
.